# Satoši Jamaguči (1978)
Satoši Jamaguči (japonsko 山口 智), japonski nogometaš in trener, * 17. april 1978.
Za japonsko reprezentanco je odigral dve uradni tekmi.